# Phalanx CIWS
O Phalanx CIWS é um sistema de armas para a defesa aproximada contra mísseis anti-navio. Ele foi projetado e fabricado pela empresa norte-americana General Dynamics. Composto por um canhão rotativo M61 Vulcan 20 mm, guiada por radar e montada sobre uma base giratória, o Phalanx é utilizado pela Marinha dos Estados Unidos em seus navios de combate, pela Guarda Costeira e por outros países aliados.
Uma variante terrestre conhecida como C-RAM, foi recentemente introduzida em serviço para conter disparos de foguetes e artilharia inimigos.

## Operadores
- Austrália[2]
- Bahrein[2]
- Canadá[2]
- Grécia[3]
- Egito[4]
- Israel[2]
- Japão[4]
- Nova Zelândia[2]
- Paquistão[2]
- Polónia[2]
- Portugal[4]
- Arábia Saudita[2]
- Tailândia[5]
- Taiwan[2]
- Reino Unido[4]
- Estados Unidos[4]